# Bandolerismo en Colombia
El bandolerismo en Colombia se dio como consecuencia de La Violencia partidista iniciada a fines del periodo conocido como la República Liberal y terminó a mediados de los años 60 durante el Frente Nacional.

## Origen del término
El término bandolero puede ser aplicado tanto a liberales, comunistas como a conservadores, estos últimos sólo cuando siguieron actuando a pesar de la desaparición de las guerrillas liberales. Los bandoleros en general eran campesinos incluso no pocos analfabetos que procedían de varios pueblos víctimas de La Violencia bipartidista, se conformaban por cuadrillas de grupos como guerrilla y su objetivo era el asalto a fincas de grandes hacendados con el fin de repartirse el botín entre ellos y a veces entre los campesinos pobres, cobro de extorsiones a dichos hacendados y asaltar las fincas, saquear y robar las cosechas y otros pertrechos que había en las mismas. Dichos bandoleros buscaban como fin último hacer contrapeso a la policía de turno.

## Periodo de tiempo
Se denominan parte de la Violencia en su tercera etapa. Los bandoleros estuvieron en actividad entre los años 30 y 60 cuando la mayoría de estos son abatidos o se desmovilizan o conforman grupos de guerrillas o paramilitares, en la primera etapa del Conflicto armado interno de Colombia.

## Historia

### Antecedentes
Para algunos autores el bandolerismo tiene precedentes en el siglo XIX, y en el periodo posterior a la Guerra de los Mil Días, conocidos simplemente como «chusma» o «chusmeros», aunque otros afirman que no se concebía en ese entonces el bandolerismo social surgido desde los años 30 y acrecentado en la violencia.

### Origen
Los bandoleros liberales, también llamados "chusmeros" por su origen popular (chusma), eran campesinos quienes al principio tenían filiación liberal, conservadora o comunista (o convertidos a esta), pero que al ser víctimas de La Violencia deciden tomar armas más en cuestión de autodefensa. Otros bandoleros eran ex policías que tienen el mismo fin y otros eran exsoldados,que se adhieren a los paramilitares como lo eran los Chulavitas o los Pájaros. La gran mayoría de los bandoleros eran guerrilleros; algunos desmovilizados por la amnistía del presidente Gustavo Rojas Pinilla.

### Acciones
Las acciones de los bandoleros al principio iban como labores de Robin Hood; roban a grandes hacendados para repartir el botín no solo entre sus bandas sino también hacia los campesinos menos favorecidos. Dichas acciones les valieron popularidad a los bandoleros al punto de que varios campesinos se unían a dichas bandas dependiendo del bandolero que actuase en la zona.
No obstante también su modus operandi era de guerra de guerrillas con la cual asaltaban también el pueblo solo con el fin de causar el terror en dicho pueblo y alrededores además de robar pertrechos, armas y dinero aunque también existían casos en que además de asaltar los puestos de policía y robar sus armas, reclutaban a varios presos de las estaciones o las cárceles a su vez que con rara suerte rescataban otros bandoleros o guerrilleros presos. Los bandoleros causaban graves bajas a la policía o al Ejército Nacional aunque sus bajas si bien no eran tampoco menores ya que varios campesinos no contaban con experiencia en combates.
A los grandes hacendados se les cobraba fuertes extorsiones a cambio de no asaltar sus fincas, varias de ellas pertenecientes a caciques, ganaderos y personas de la clase alta tradicional y en servicio de sus cuidadores. De no pagar dichas vacunas las fincas eran asaltadas por bandoleros en cuadrillas de un máximo de 30 personas las cuales además de robar cosechas y pertrechos robaban ganado el cual era usado para el sacrificio y posterior alimento entre los miembros de las bandas de bandoleros. Las cuadrillas eran conformadas entre hombres y mujeres aunque su mayoría siempre fueron comandadas por hombres mientras que las mujeres además de tener labores de asalto y pillaje se dedicaban al cuidado de los ganados robados, cuidado también de los hijos de ellas; productos de sus relaciones con los varones o productos de violación.

### Fin de los bandoleros
Durante los gobiernos de Rojas Pinilla, Alberto Lleras Camargo y Guillermo León Valencia, todo aquel que no se haya sometido a la desmovilización se consideraba bandolero y criminal común. Se encabezaron fuertes operativos militares para dar con la captura de ellos o para darles de baja a la vez que se ofrecían fuertes recompensas para capturar a dichos criminales. La mayoría fueron abatidos durante el gobierno de Valencia. Los miembros de sus bandas paulatinamente se unirían a la guerrilla del Ejército de Liberación Nacional (ELN). El último bandolero sobreviviente era Manuel Marulanda Vélez, alias Tirofijo, quien tomó ideología comunista para fundar el grupo guerrillero Fuerzas Armadas Revolucionarias de Colombia (FARC-EP), del cual fue su comandante hasta su muerte por causas naturales en 2008.

## Ubicación geográfica
- Tolima[6]
- Eje Cafetero (Caldas, Quindio, Risaralda)
- Antioquia
- Magdalena Medio[7]
- Valle del Cauca
- Cundinamarca y Boyacá[8]
- Llanos Orientales (Arauca, Meta, Casanare, Vichada)
- Santander

## Bandoleros conocidos
| Nombre                       | Alias                              | Ideología   | Región                   | Periodo activo o muerte                                                       |
| ---------------------------- | ---------------------------------- | ----------- | ------------------------ | ----------------------------------------------------------------------------- |
| Efraín González Téllez       | Siete Colores                      | Conservador | Magdalena Medio          | Muerto en 1965.                                                               |
| Jacinto Cruz Usma            | Sangrenegra                        | Liberal     | Tolima, Valle del Cauca. | Muerto en 1964.                                                               |
| Roberto González             | Pedro Brincos                      | Comunista   | Tolima, Caldas,Quindío.  | Abatido en Tolima en 1963.                                                    |
| Teófilo Rojas Varón          | Chispas                            | Liberal     | Tolima, Quindío          | Abatido en 1963.                                                              |
| José William Aranguren       | Desquite                           | Liberal     | Tolima                   | Muerto en 1964.                                                               |
| Plinio Murillo               | Capitán Veneno                     | Comunista   | Meta                     | Muere en 2011.                                                                |
| Jair Giraldo                 | Franqueza                          | Conservador | Caldas, Quindío          | Abatido en 1960.                                                              |
| Noel Lombana Osorio          | Tarzan                             | Liberal     | Tolima                   | Abatido en 1964.                                                              |
| Jesús María Oviedo           | General Mariachi                   | Liberal     | Tolima                   | Asesinado en 1977                                                             |
| Jacobo Prías Álape           | Charro Negro                       | Comunista   | Tolima                   | (Asesinado en 1960, fecha de inicio del Conflicto armado interno de Colombia) |
| Dumar Aljure                 | El Valiente                        | Liberal     | Llamos orientales        | Abatido en 1968.                                                              |
| Pedro Antonio Marín          | Manuel Marulanda Vélez o Tirofijo  | Comunista   | Tolima                   | Comandante fundador de las FARC-EP de 1964 hasta su muerte en 2008.           |
| Medardo Trejos Ladino        | Capitán Venganza                   | Liberal     | Eje Cafetero             | Abatido en 1961.                                                              |
| Melquisedec Camacho          | Melco                              | Liberal     | Valle del Cauca          | Abatido en 1963                                                               |
| Desconocido                  | "Palomo" Aguirre                   | Liberal     | Tolima, Caldas.          | Muerte en 1940.                                                               |
| Nacianceno Hernández Ramírez | Punto Rojo                         | Liberal     | Tolima                   |                                                                               |
| Antonio Jesús Ariza          | Desconocido                        | Liberal     | Cundinamarca             | Abatido en 1924.                                                              |
| José del Carmen Tejeiro      | Desconocio                         | Liberal     | Cundinamarca             | Abatido en 1944.                                                              |
| Arnulfo Salamanca            | Triunfo                            |             |                          |                                                                               |
| Victor Julio Ardila          | La Hiena                           |             |                          |                                                                               |
| Juan Bautista Tabares        | Tista                              |             |                          | Abatido en 1964.                                                              |
| Leonardo Capera Huepa        | Sultan                             |             |                          |                                                                               |
| Conrado Salazar              |                                    |             |                          |                                                                               |
| Héctor Pérez González        | Tres espadas                       | Conservador | Huila                    | [ 35 ]                                                                        |
| Manuel María Cedeño          | El Mico                            | Conservador | Huila                    | [ 36 ]                                                                        |
|                              | La gata                            | Liberal     | Valle del Cauca          | Abatido en 1965.                                                              |
| Campo Elìas Lozano Arroyave  | Polancho                           | Conservador | Valle del Cauca          | Abatido en 1962.                                                              |
| Alfonso Llanos               | Puente Roto                        | Liberal     | Quindío                  | [ 39 ]                                                                        |
|                              | Capitán Franco                     | Liberal     | Antioquia                | [ 40 ]                                                                        |
| Otros bandoleros             | Zarpazo                            |             | Valle del Cauca          |                                                                               |
| Otros bandoleros             | Pájaro Negro                       |             |                          |                                                                               |
| Otros bandoleros             | Alma Negra                         |             |                          |                                                                               |
| Otros bandoleros             | Peligro                            |             |                          |                                                                               |
| Otros bandoleros             | General Vencedor                   |             |                          |                                                                               |
| Otros bandoleros             | Revolución                         |             |                          |                                                                               |
| Otros bandoleros             | Tijeras                            |             |                          |                                                                               |
| Otros bandoleros             | Pájaro Azul                        |             |                          |                                                                               |
| Otros bandoleros             | Pájaro Verde                       |             |                          |                                                                               |
| Otros bandoleros             | Colmillo                           |             |                          |                                                                               |
| Otros bandoleros             | Existieron varios alias 'venganza' |             |                          |                                                                               |